# Yekaterina Podkopáyeva
Yekaterina Podkopayeva (Unión Soviética, 11 de junio de 1952) fue una atleta soviética, especializada en la prueba de 800 m en la que llegó a ser medallista de bronce mundial en 1983.

## Carrera deportiva
En el Mundial de Helsinki 1983 ganó la medalla de bronce en los 800 metros, con un tiempo de 1:57.58 segundos, llegando a la meta tras la checoslovaca Jarmila Kratochvílová y de su compatriota la también soviéitica Liubov Gurina.